# جوزيف ماير (سياسي أمريكي)
جوزيف ماير (بالإنجليزية: Joseph Meyer)‏ هو سياسي أمريكي، ولد في 22 أبريل 1941 في كاسبر في الولايات المتحدة، وتوفي في 6 أكتوبر 2012 في شايان في الولايات المتحدة بسبب سرطان الرئة. حزبياً، نشط في الحزب الجمهوري.